# 西丸震哉
西丸 震哉（にしまる しんや、1923年9月5日 - 2012年5月24日）は、日本人の食生態学者、エッセイスト、探検家、登山家。

## 来歴
東京府生まれ。関東大震災の直後に生まれたので、祖父が「震哉（ふるえるかな）」と命名したという。母方の祖父の弟が島崎藤村。兄に西丸四方と島崎敏樹（共に精神科医）がいる。
東京水産大学製造学科卒。山登りが好きで仕事と趣味で、若い頃は毎年100日は山にこもったという。大学卒業直後、釜石市の岩手県水産試験場勤務を経て農林省に入省し、初代農林水産省食料研究所官能検査研究室長をつとめ、日本国内・国外各地に探検旅行をして、食糧危機や文明破局論を唱え続けた異色官僚として有名であったが、1980年に自主退官。
台湾山脈、パプアニューギニア、アマゾン熱帯雨林、アラスカ、南北両極圏など世界の秘境を踏破。それらの調査から「食」を通じて人間の行動様式を研究する「食生態学」を確立し、自ら食生態学研究所の所長として「現代社会の異常性に警鐘を鳴らす」著作活動を続けた。さらに科学、医学、天文など幅広い分野に精通していた。
若い頃から鮮明な幻覚を見る事がよくあり、幽霊やいわゆる超能力現象に興味を示し、科学者として可能な限り客観的な記録や解析を行おうと努めた（「未知への足入れ」、「山だ原始人だ幽霊だ」、「山とお化けと自然界」など）。さらに、登山中や農林水産省勤務中に経験した動物の珍しい行動（タコが陸上に上がり、大根を引き抜く。実際にタコは白い物体に興味を示す）も記録している（「動物紳士録」、「山歩き山暮し」など）。
作詞・作曲、絵画も手がけた。晩年も日本旅行作家協会常任理事のほか日本山岳会役員、日本熱帯医学協会顧問などをつとめていた。医師で作家のなだいなだが提唱した老人党に賛同。上田哲、立川談志と3人で老人党東京の代表を務めた。
一方、上記にもある通り1970年代はじめから環境汚染による悲観的な未来予想を唱えるようになる。特に西丸がアドバイザーとして参加した映画『ノストラダムスの大予言』およびその関連として出版された『実説・大予言』（祥伝社・五島勉との対談）はその集大成といえるものであった。映画『ノストラダムスの大予言』について安藤健二は『封印作品の謎』の中で「西丸の思想が映画に相当な影響を与えているのは間違いないだろう」と述べ、同書でSF作家の山本弘は、オイルショックや公害をきっかけに日本万国博覧会当時の『人類の未来はバラ色だ』という雰囲気から一転して悲観的な未来観による終末ブームが起き、五島勉はそれに便乗する形で（映画の原作である）『ノストラダムスの大予言』を書いたと当時の時代状況をコメントしている。『実説・大予言』はその最中に刊行された。
同じく1970年代はじめに流行した「地球寒冷化説」を2000年代に至るまで支持しており、地球温暖化説は誤りであるという見解を表明していた。
2002年に腹部に大動脈瘤が発見されて手術を受け、体力が低下したことから山歩きをやめた。2008年5月、長野県大町市の木崎湖沿いに西丸の収集した民俗学や蝶のコレクション、撮影した写真などを展示した西丸震哉記念館がオープンした。
西丸が釜石で体験した幽霊話はある種の神経変性疾患の症状に極めて類似している事が報告された例(J. Neurol. Neurosurg. Psychiatry 2006;77;424-425)がある。
2012年5月24日、死去。

## 「41歳寿命説」論争
『実説・大予言』に記されていた「21世紀初めには環境汚染の影響で日本人の平均寿命が大幅に下がる」という見解を、1990年に「41歳寿命説」として世に送り、マスコミで大きな話題となった。テレビ朝日系『こだわりTV PRE★STAGE』はこのテーマで特集を組み、西丸も円より子らとともに出演した。
この著書によると、「今の若者はナチスのガス室にいるのも同然であり、昭和34年（1959年）以降に生まれた世代は41歳までしか生きられない」と断じている。しかし日本人の平均寿命は2009年時点で見ても毎年更新され続けており、1990年からの約20年でおよそ4歳伸びている。この事実と自説の整合については亡くなるまで公にコメントしなかった。
また『文藝春秋』（1990年12月号）は、医学博士中原英臣と科学評論家佐川峻による「西丸震哉の41歳寿命説は大嘘」という批判記事を掲載。「環境ブームに乗ったもので、科学的根拠に基づかない」と一蹴した。

## 著書
- 『未知への足入れ』（東京創元社） 1960、のち角川文庫
- 『尾瀬と南会津 奥鬼怒・奥利根』（実業之日本社、ブルー・ガイドブックス） 1961
- 『裏がえしのインド ガンジスからデカンの原始境へ』（実業之日本社） 1962、のち角川文庫
- 『山菜採りの楽しみ方』（西東社、レジャー・シリーズ） 1966
- 『山の博物誌 山に生き山を彩どる動物と植物と自然』（実業之日本社、ブルー・ガイド） 1966、のち中公文庫
- 『尾瀬』（実業之日本社、ブルー・ガイドブックス） 1967
- 『毒舌旅行』（実業之日本社） 1968
- 『さらば文明人 ニューギニア食人種紀行』（講談社） 1969、のち角川文庫
- 『ネコと魚の出会い - 人間の食生態を探る』（経済往来社） 1970、のち角川文庫
- 『山だ原始人だ幽霊だ』（経済往来社） 1971、のち角川文庫
- 『野外ハンドブック 大自然に生きる基礎知識』（光文社、カッパ・ホームス） 1972、のち文庫
- 『大冒険 山入門』（小学館、小学館入門百科シリーズ） 1973
- 『動物紳士録』（中央公論社） 1973、のち文庫
- 『食物の生態誌』（中央公論社） 1974、のち文庫
- 『未開の味・文明の味』（日本放送出版協会、NHK女性手帳） 1973
- 『山歩き山暮し』（中央公論社） 1974、のち文庫
- 『探検家のやじうま見聞録』（ホーチキ商事出版部） 1975
- 『山小屋造った…ネコも来た!』（文藝春秋） 1978、のち文庫
- 『砦なき社会 わが野性的サバイバル思考』（PHP研究所） 1980、のち改題『食べ過ぎて滅びる文明』（角川文庫）
- 『頭の探検隊 地球はパズル・ランドだ』（光文社、カッパ・ブックス） 1980
- 『食生態学入門』（角川選書） 1981
- 『イバルナ人間』（中公文庫） 1982
- 『山の動物誌』（実業之日本社） 1983
- 『西丸式山遊記』（角川選書） 1986、のち中公文庫
- 『ニチャベッタ姫物語』（中央公論社）1986
- 『山小舎を造ろうヨ - 少し人生を考え直したい人に』（中央公論社） 1987、のち文庫
- 『41歳寿命説 - 死神が快楽社会を抱きしめ出した』（情報センター出版局） 1990
- 『山とお化けと自然界』（中公文庫） 1990
- 『人生密度7年説 - 短命化社会の「生と死」を組み立てる』（情報センター出版局）1992
- 『原始感覚保持派のための西丸震哉作曲集 - 無伴奏合唱曲』（楽企画）1994
- 『西丸式世界「知的探検」〈ヨーロッパ・アフリカ篇〉』（主婦と生活社）1995
- 『机上登山』（博品社） 1998
- 『知らずに生きたかった滅びの大予言 後戻りのきかない滅亡の台本』（三五館） 1998
- 『西丸震哉の日本百山』（実業之日本社） 1998
- 『体内崩壊 加速する『41歳寿命説』』（法研） 2000
- 『こんなものを食べていたのか 西丸震哉の大警告!』（青春出版社、プレイブックス） 2000
- 『僕はこんな旅をしてきた』（DHC） 2000
- 『食物崩壊 出揃った滅亡のシナリオ』（講談社） 2002
- 『壊れゆく日本へ』（山と溪谷社） 2008

### 共著
- 『実説大予言 地球は冷え、乾き、人々は飢える』（五島勉共著、祥伝社、ノン・ブック） 1974
- 『野草を食べよう <136種類>見つけ方と料理法』（丸山尚敏共著、実日新書） 1975
- 『生存の戦略 日本人生き残りの道』（豊田有恒共著、創拓社） 1978、のち改題『日本人大絶滅?』（角川文庫）
- 『不健康長寿国ニッポン』（藤本敏夫共著、家の光協会） 1986

## 翻訳
- 『天候とからだ かぜからガンまで』（ジュリアス・ファスト、三笠書房） 1979.11